# 斑鱵
斑鱵（學名：Hemiramphus far）又名星鱵、補網師、水針、簪針、莎优莉、姜公鱼，为鶴鱵目鱵科鱵属的鱼类。该鱼身形为椭圆形，下颚细长，上颚较短，身体大致为银色，背部有数条黑斑。其主要分布于印度洋-太平洋海域，后藉由雷赛布迁移进入地中海。斑鱵主要分布于浅海表层，主要以藻类和浮游生物为食，每年夏季会洄游至沿岸水域繁殖。该鱼为重要的经济鱼种，可生食或油煎、盐渍。

## 物种命名
斑鱵的正模标本由彼得·福斯科尔在随探险队考察阿拉伯半岛时，于也门帖哈麦地區的魯海雅一帶海域採集。福斯科尔虽在此次探险中染病身亡，但他搜集的标本与笔记在经由同僚卡森·涅布尔整理后得以于1775年于《动物描述》一书中正式发表。此书中，斑鱵被歸為狗魚屬的物種，学名为“Esox far”，其中种加词“far”为当地阿拉伯語方言对此鱼的称呼。1816年，法国博物学家乔治·居维叶正式描述鱵属，并将此鱼划入其中。该属属名“Hemiramphus”意为“半喙”，指的是该属鱼类下颚远长于上颚，因而看起来仅有一半喙部。
斑鱵的汉语俗名得名于其背部的黑斑。由于其在阳光下快速游动时如同银针，其又有“水针”这一俗名。另一俗称“莎优莉”则来自于该鱼的日语俗名“ sayori”。此外，由于其吻部形如传说中姜子牙钓鱼时用的直钩，民间亦称此鱼为“姜公鱼”。

## 外貌描述
斑鱵体态侧扁而长，身形大致为椭圆形，眼睛较大。其下颚细长，形如鸟喙，而上颚则较短，呈三角形。该鱼胸鳍短，有鳍条11—13根；背鳍前端发达，呈黄色，有鳍条12—15根；臀鳍有鳍条10—12根，起始位置约在背鳍第6—8根鳍条下方；尾鳍分叉，其中下叶明显长于上叶。该鱼身体大致呈银色，背部为蓝色，侧线上方有数条明显黑斑，下颚最前端为红色。成年斑鱵体长一般在30厘米左右，最大可长到45厘米。

## 物种分布
斑鱵原产于印度洋-太平洋海域。该鱼的分布范围西至红海和东非水域、西至萨摩亚、北至日本南部、南至新喀里多尼亚及澳大利亚昆士兰州北部。该鱼于1927年首次通过苏伊士运河扩散至地中海，随后其在地中海的种群不断扩张，如今在地中海东部利比亚、突尼斯等国沿海已是相当常见的鱼类。目前，其分布范围的西界已抵达阿尔及利亚科洛以及意大利兰佩杜萨岛，而最北已达马尔马拉海。

## 生态与习性

### 栖息地

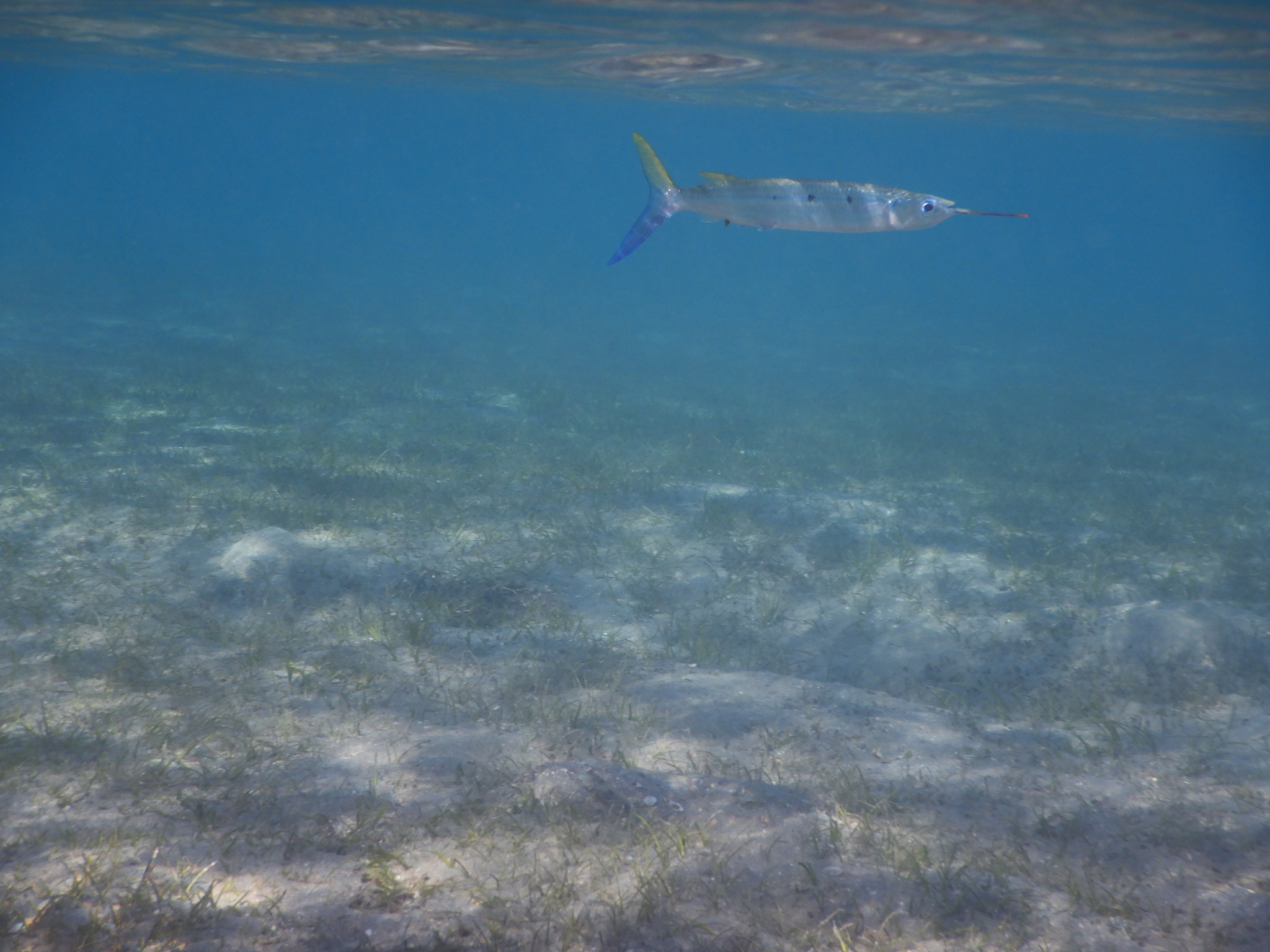
浅海水面附近的一条斑鱵

斑鱵一般成群栖息于沿岸海水表层，尤其是水质良好且漂浮藻类较多的水域，偶尔也会进入河口湾的半咸水水域，水深一般不超过30米。

### 食性
斑鱵多在漂浮藻类附近觅食。该鱼为杂食性动物，会取食漂浮在水层中的海草，也会进食硅藻等其他藻类。此外，其还会捕食小鱼、桡脚类、介形虫和水蚤等小动物。斑鱵无真正意义上的胃，而是依赖咽颌直接碾碎食物。

### 生命周期
斑鱵有洄游习性，每年夏季会群聚于沿岸浅水繁殖。每条雌鱼一次可洒下5至8万枚卵子。其鱼苗外貌与成鱼非常相似，但无背部的黑色斑纹。该鱼大约在体长23厘米时性成熟，已知最大寿命为4岁。

### 天敌
斑鱵的天敌主要为更大的鱼类，如鲯鳅、旗鱼和马鲛。在遭遇掠食者时，斑鱵有时会跃出水面以躲避掠食。

## 经济利用
斑鱵经济价值颇高，在其分布范围内多国是重要的商业捕捞对象。其可用流刺网、围网和定置网等方法捕获。该鱼可制成生鱼片鲜食，也可以油煎、盐渍，幼鱼亦有一定观赏价值。